# Robbie Hummel
Robert John "Robbie" Hummel (ur. 8 marca 1989 w Valparaiso) – amerykański koszykarz, występujący na pozycji niskiego skrzydłowego, obecnie komentator i analityk koszykarski w stacji ESPN. 
31 lipca podpisał roczną umowę z włoskim zespołem EA7 Emporio Armani Mediolan.

## Osiągnięcia
Na podstawie, o ile nie zaznaczono inaczej.
NCAA
- Laureat Senior CLASS Award (2012)[3]
- MOP (Most Outstanding Player) turnieju Big Ten (2009)[4]
- Zaliczony do:
  - I składu:
    - Big Ten (2008, 2010, 2012)
    - pierwszoroczniaków Big Ten (2008)
    - turnieju:
      - Big Ten (2009)
      - Paradise Jam (2010)
      - Puerto Rico Tip-Off Classic (2012)

  - II składu All-American (2010 przez NABC)
  - III składu Big Ten (2009)
  - All-American AP Honorable Mention (2010, 2012)

Drużynowe
- Wicemistrz VTB/Rosji (2017)

Reprezentacja
- Brązowy medalista uniwersjady (2009)[2]